# Ganümédész (eunuch)
Ganümédész (Γανυμήδης; ? – i. e. 47) eunuch volt VII. Kleopátra egyiptomi királynő udvarában; Kleopátra húgának, IV. Arszinoénak a nevelője, később az ő támogatója és tábornoka. Julius Caesar méltó ellenfelének bizonyult.

## Élete
Ganümédész Kleopátra húga, IV. Arszinoé nevelőjeként kezdte pályafutását. Mikor Kleopátra és öccse, XIII. Ptolemaiosz között kitört a polgárháború, Arszinoé fivére mellé állt, és Ganümédésszel együtt elszökött a palotából, majd átvette a hadsereg irányítását. Kivégeztette Akhillaszt, a hadsereg tábornokát, aki Pothinusszal szövetkezve meggyilkolta Pompeiust, helyére pedig Ganümédészt nevezte ki.
Alexandria i. e. 47-ben történt ostroma során, melyet Akhillasz indított, Ganümédész serege tartotta ellenőrzése alatt a folyót, így a csatornákat is, melyek vízzel látták el Alexandriát, ebből kifolyólag Caesar seregét is. Ganümédész elválasztotta a folyó általa használt részét attól, amelyből Caesar nyerte az ivóvizet, majd olyan szerkezeteket vetett be, melyek sós vízzel töltötték fel Caesar csatornáit és ciszternáit. Miután napokon át csak egyre sósabb vízhez fértek hozzá, Caesar légiósai elégedetlenkedni kezdtek, így Caesarnak személyesen kellett intézkednie. Mivel tudta, hogy Alexandria mészkőre épült, ami porózus kőzet, parancsot adott, hogy fúrjanak kutakat, ezzel helyreállította serege vízellátását és megnyugtatta katonáit.
Két nappal később a 37. légió, amely a tengeren tartott Egyiptom felé, és kezdett kifogyni ivóvízből, megérkezett Alexandria partjaihoz, de az erős ellenszél miatt nem tudott kikötni a városban. Caesar személyesen ment eléjük flottájával, több tengerészét azonban, akiket a partra küldött, hogy keressenek ivóvizet, Ganümédészt lovassága elfogta, és kivallatta őket Caesar holléte felől. Ganümédész ezután az összes, rendelkezésére álló hajót összehívta, és tengeri csatában csapott össze Caesarral, a csatában azonban Caesar győzött. Az alexandriaiak ennek hatására majdnem abbahagyták a harcot, Ganümédésznek azonban sikerült újra csatába hívnia őket, és még nagyobb flottát gyűjtött maga köré. Annak ellenére, hogy biztos volt a győzelmében, Caesar tengernagyával, Euphranorral szemben még pusztítóbb vereséget szenvedett. Ezután taktikát váltott, és Caesar seregeit kezdte támadni, amivel nem rettentette el a római veteránokat, bár sikerült patthelyzetet kialakítania. Ezután az alexandriaiak egy delegációja Caesarhoz folyamodott, hogy adja vissza nekik XIII. Ptolemaioszt, cserébe Arszinoéért, mert elegük lett belőle és Ganümédészből is. Caesar azonban nem sokkal később erősítést kapott és döntő győzelmet aratott Ganümédész ellen, aki menekülés közben életét vesztette.

## Fordítás
- Ez a szócikk részben vagy egészben  a   Ganymedes (eunuch) című angol Wikipédia-szócikk ezen változatának fordításán alapul.  Az eredeti cikk szerkesztőit annak laptörténete sorolja fel. Ez a jelzés csupán a megfogalmazás eredetét és a szerzői jogokat jelzi, nem szolgál a cikkben szereplő információk forrásmegjelöléseként.